# 低音レディオ
『低音レディオ』（ていおんレディオ）は、2016年4月2日より放送を開始したBAYFMのラジオ番組である。

## 概要
オーシャンライツとシティライツが交差するサタデイナイト。
極上のミュージック・セレクトとブリリアント・トークで貴方を非日常へと誘う。
番組公式ハッシュタグ　「#低音レディオ」「#ケイグラント」

## 放送時間
いずれもJST。
- 毎週土曜 20:00 - 21:55（2024年3月30日 - ）

過去の放送時間
- 毎週土曜 20:00 - 22:00（2016年4月 - 2022年3月）
- 毎週土曜 20:00 - 21:30  (2022年4月 - 2024年3月23日)

## 出演者
- ケイ グラント

## Weekly Chamber
- Weekly Special第1週「Come On！ Mr. Pole」

ケイ グラントが番組を聴いている男性諸君に突然電話をかけて話をしてしまうドッキリ企画。
- Weekly Special第2週「The Time Machine Countdown」

過去のAll American Weekly Chartを駆け足でCount Down。
- Weekly Special第3週「奥さん 今宵はどちらへ？」

ケイ グラントと女性リスナーとのSweet Talk。
- Weekly Special第4週「低音のムダ遣い」

ケイ グラントのバリトン・ヴォイスをリスナーに料理してもらう投稿企画。
ケイ グラントに言わせてみたい言葉/台詞のリクエストを募集。
- Weekly Special第5週「Private KG」

ケイ グラントが自身のプライベートな世界を語る。